# Wadim Jewgenjewitsch Laschkarjow
Wadim Jewgenjewitsch Laschkarjow (russisch Вадим Евгеньевич Лашкарёв; * 7. Oktoberjul. / 20. Oktober 1903greg. in Kiew; † 1. Dezember 1974 ebenda) war ein russisch-sowjetischer Halbleiter-Physiker.

## Leben
Laschkarjow, Sohn eines Rechtsanwalts, studierte Physik an der Universität Kiew mit Abschluss 1924. Darauf begann er seine wissenschaftliche Arbeit im Kiewer Polytechnischen Institut (KPI) mit Röntgenstrahlenuntersuchungen und führte sie dann in dem neu gegründeten Physik-Institut der Akademie der Wissenschaften der Ukrainischen Sozialistische Sowjetrepublik (AN-USSR) fort.
1930 wechselte er zum Physikalisch-Technischen Institut in Leningrad, dem jetzigen Joffe-Institut. Hier führte er als Erster in der Sowjetunion Elektronenbeugungsexperimente durch. Darauf wurde er 1935 ohne Dissertation zum Doktor der physikalischen und mathematischen Wissenschaften promoviert. Trotz seiner wissenschaftlichen Verdienste wurde er 1935 wegen Beteiligung an einer Spiritismus-Gruppe verhaftet und nach dreimonatiger Einzelhaft nach Archangelsk geschickt, wo er die Physik-Abteilung des Medizin-Instituts leitete.
1939 kehrte Laschkarjow als Leiter der Physik-Abteilung des Physik-Instituts nach Kiew zurück und begann, sich mit Halbleitern zu beschäftigen. 1941 veröffentlichte er seine grundlegende Entdeckung der Halbleiterschicht zwischen der Sperrschicht und der Elektrode sowie der unterschiedlichen Ladungen der Ladungsträger (Elektronen und Löcher) auf beiden Seiten der Sperrschicht in Cu2O-Solarzellen, Silbersulfid-Photozellen und Selen-Gleichrichtern. Damit hatte er den p-n-Übergang entdeckt.
Während des Deutsch-Sowjetischen Krieges war Laschkarjow nach Ufa evakuiert, wo er Cu2O-Geräte für die Verteidigung baute. Nach dem Kriege kehrte er nach Kiew zurück und untersuchte die bipolare Diffusion von Photoelektronen und -defektelektronen in Cu2O, den Fotowiderstand von Cadmiumsulfid und Cadmiumselenid sowie Germaniumdioden und Transistoren.
1960 gründete Laschkarjow zusammen mit S. I. Pekar das Institut für Halbleiter-Physik der AN-USSR (seit 2002 W. E. Laschkarjow-Institut für Halbleiterphysik) in Kiew. In der Universität Kiew etablierte er einen Lehrstuhl für Halbleiter-Physik, und er war Mitglied der AN-USSR.